# IPA (формат файла)
.ipa (от iOS App Store Package) — формат архивных файлов приложений от Apple для iPhone, iPod Touch и iPad. Файлы с данным расширением хранятся в магазине App Store и загружаются с помощью iTunes для iPhone, iPod Touch и iPad для их использования на этих устройствах.
Как правило, файлы этого формата шифруются с применением технологии Apple’s FairPlay DRM.
Каждый .ipa-файл — это бинарный файл для ARM-архитектуры, который на деле является сжатой в формате ZIP-папкой определённой структуры и содержащей исполняемый файл, файлы ресурсов, таких как видео, аудио и изображения и т. д. Файл .ipa может быть установлен только на iPhone, iPod Touch, iPad, компьютерах Mac с процессором Apple и не может быть запущен в симуляторе iPhone (iPad, Apple TV, Apple Watch) на компьютере с процессором, построенном не на ARM-архитектуре.

## Использование
- Файл .ipa не может быть использован в программе iPhone Simulator, так как он не содержит бинарный код для x86 архитектуры.
- Файлы .ipa могут быть переименованы в .ZIP и распакованы любым поддерживающим этот формат распаковщиком.